# Aulnat
 Aulnat  es una población y comuna francesa, situada en la región de Auvernia, departamento de Puy-de-Dôme, en el distrito de Clermont-Ferrand y cantón de Gerzat.

## Demografía
| 1146 | 1111 | 1132 | 2059 | 2978 | 4936 | 4720 | 4944 | 4488 |
| Para los censos de 1962 a 1999 la población legal corresponde a la población sin duplicidades (Fuente: INSEE [Consultar]) |      |      |      |      |      |      |      |      |